# Nora Kiss
Nora Kiss, de son vrai nom Eguine Eleonora Adamiantz (le nom Kiss dérivant d'une déformation du nom de son mari Kish), née le 16 juin 1908 à Piatigorsk en Russie) et morte le 3 décembre 1993 à Argenteuil,, est une danseuse et pédagogue de la danse classique et néoclassique française d'origine arménienne.

## Biographie
Eléonore Eugénie Adamiantz étudie la danse classique avec Alexandre Volinine et Carlotta Brianza. Nièce de la célèbre Madame Rousanne (Rousanne Sarkissian, sœur de sa mère Tamara Sarkissian), pédagogue de la danse dès 1938, Nora Kiss se consacre à l'enseignement au Studio Wacker à Paris, et devient l'un des professeurs les plus réputés.
Pendant la Seconde Guerre mondiale, elle déploie une activité de résistante. À la demande des services de renseignement américains, elle quitte la France pour l’Italie, vers 1940, pour y passer toute la guerre. Elle donne des cours de danse dans un studio privé romain, ainsi que chez elle.
Nora Kiss enseigne à Maurice Béjart au Théâtre de la Monnaie à Bruxelles. Parmi ses élèves se trouvent : Alexandre Kalioujny, Ethery Pagava, Marcia Haydée, Richard Cragun, Heinz Spoerli, Maguy Marin, Arthur Plasschaert, Hideo Fukagawa, Guillermo Diaz, Mats Ek, Ana Laguna, Wilfride Piollet et Jean Guizerix, Françoise Adret et Gilbert Serres, ainsi que de nombreux danseurs du Ballet du XXe siècle, tels que Daniel Lommel et Paolo Bortoluzzi.

## Enseignement
Nora Kiss avait pour habitude de donner des corrections très précises, quant aux parties du corps concernées, et soignait particulièrement la géométrie du placement. Elle donnait grande importance à la respiration, au point de faire parfois chanter les élèves au cours des exercices, pour préserver la liberté de la respiration elle-même. Ses anciens élèves relatent l'usage fréquent qu'elle faisait de métaphores variées, pour faciliter leur visualisation des points marquants et de la dynamique des pas. Nora Kiss était particulièrement attentive à ses élèves,.